# Пирогів (село)
Пирогі́в — село в Україні, у Вінницькому районі Вінницької області. Населення становить 130 осіб. Входить до складу Тиврівської селищної громади.
Уродженцем села є Бурко Демид Григорович — педагог, поет, публіцист, церковний діяч, учасник бою під Крутами.

## Історія
За легендою історія заснування села Пирогів бере свій початок з кінця 17 століття. А саме в 1775 році Катерина II розігнала Запорізьку Січ. Козаки поодинці і ватагами розбрелися по всій Україні. Декілька чоловік на чолі з козаком Артемом на прізвисько Пиріг дійшли до річки Краснянки і тут, на її мальовничому березі, оселилися. Пізніше у навколишніх селах знайшли собі дружин, побудували кілька хатин. Кмітливий же, Пиріг при допомозі своїх побратимів побудував корчму, яка проіснувала аж до 20 років нашого століття. І коли подорожні питали один одного : — «Куди путь держите?» — відповідали — «В Пирогів хутір». З часом слово хутір відпало і залишилась назва Пирогів.
Взагалі то, поселення в цій місцевості, можливо було і раніше. До такого висновку можна дійти ознайомившись з іншою легендою, яку до цих пір передають один одному односельчани. Під час набігів монголо-татар люди ховалися у лісі, тут же на високій горі побудували церкву. Під час одного з таких набігів жителі закрилися всередині будівлі. Нападники не змогли відкрити двері, тому підпалили церкву разом з людьми. Тоді земля розступилася і поглинула церкву та нападників. А було це велике свято. Тому й назвали ту гору Свято гірка, від слів -свято (святиня) і гірко (горе, або гора). Але залишимо цю гарну легенду і повернемося до Пирога. Місце для поселення було вибрано вдало. Річка, якакишіла рибою, очерети в яких було повно дикої птиці, поля в яких водилися зайці, лисиці, дикі кабани і інші звірі. Поруч містечко Красне, на ринку якого все те мало попит. Все це сприяло тому, що поступово хутір розрісся до розмірів села. Сьогодні с. Пирогів складається з 5 частин. Центр села, який саме і був основою поселення, Бессарабія, Сибірка, Шляхта, Кальнишівка.
З приводу першої частини, Бессарабії, історія переповідає таке. Протягом трьох років у Молдові (Бессарабія) була велика посуха, яка призвела до голоду. Вісім сімей зі своїм нехитрим скарбом рушили на пошуки кращої долі. Доїхали до нашого села і тут усхідній частині осіли. Незабаром побудували житло і стали пускати коріння. Господарями були добрими: сіяли хліб, садили городину. Тільки виноград, який привезли з собою, тут не прижився. Підтвердженням саме такої версії назви є деякі прізвища односельчан, які мали молдовські корені (Сарабун — в перекладі з молдовської «добрий день» та інші).
На південь, через греблю, інша половина села, яка має назву Сибірка. Десь в середині 18 століття 18 сімей пирогів чан, як переселенці виїхали до Сибіру в пошуках кращого життя. Деякі з них не прижилися там і повернулися назад у село. А так, як інші односельчани вже зайняли їхні домівки, то будувалися за річкою на полі. Максим Трачук, Антон Кобець, Федір Муляр, Данило Степанченко та інші стали першими забудовниками Сибірки. Умови для життя тут були найкращі — близько річка, ліс, хороша родюча земля, придатна для садівництва та городництва. Біля кожної хати тут ростуть добротні сади — яблуні, груші, черешні, вишні, сливи, гарно росте тут полуниця, добрі врожаї дає картопля. Крім того, тут відкопали криничку, у якій була добра вода, до того ж допоміжна на очі. Те джерело збереглося  донині і носить назву Савулякова криниця.
На захід від центру інша частина села, яка складається з однієї вулиці і має назву Шляхта. Мабуть тому, що саме тут, у свій час проживали поляки, шляхтичі, але не прижилися. А назва залишилася і донині. Вище, на захід в сторону с. Красне і с. Черемошне ще одна частина села, що називається Кальнишівка. Пов'язана ця назва з молодим селянином Семеном Матвійовичем Мельничуком. Було це в кінці 18 століття. Поїхав Семен з батьками з с. Кальнишівки в Красне на ярмарок. Невідомо як там ярмаркували, але по дорозі додому запримітив парубок біля криниці вродливу дівчину Уляну. Зупинився, привітався, напоївконя і випалив зненацька: — Заміж за мене підеш? — зніяковіла дівчина, зашарілась. — Не знаю, — мовила тихо. — Через тиждень зашлю сватів — пообіцяв парубок і слова додержав. А далі було, як у пісні. У злагоді і дружбі зажила молода сім'я. Невдовзі на краю села Семен (Кальнишівський) збудував свою хатину. Йшли роки, по сусідству одна за одною з'явилися нові оселі. І хоча сьогодні вулиця має офіційну назву Данила Нечая, назва Кальнишівка міцно закріпилася в пам'яті людей . На початку 19 століття село Пирогів нараховувало 974 жителі (Труди Подільського єпархіального історико-статистичного комітету, випуск 9, ст.1059), мало свою школу, церкву, свого пана. Пан носив прізвище Ярошинський і був мабуть не дуже заможний, бо крім землі, будинку та доброго саду нічого іншого не мав. Перед самою революцією продав свої маєтки якомусь Мемету, відомості про якого не збереглися. Щодо церкви, то немає точної дати побудови, але відомо, що освятили її на свято зимового Миколая. Будова була дерев'яна, на добротному камінному підмурку, гарно розписана. В 30-роках 19 століття з церкви було скинуто дзвін і розібрано дзвіницю. Церква ще деякий час працювала, а потім її використовували як складські приміщення місцевого колгоспу. У 1986 році церкву розібрали за допомогою військових, бо ніхто з місцевих мешканців не хотів у тому брати участь і на її місці побудували пам'ятник загиблим воїнам односельчанам, які загинули у Великій Вітчизняній війні. Відомо, що священиком у сільській церкві служив отець Новіцький, який був людиною розумною, освіченою, мав гарну бібліотеку. Водив дружбу зМихайлом Коцюбинським, не раз їздив до нього в с. Лопатинці, де письменник деякий час вчителював.
Була в селі і своя церковно-приходська школа, побудована у 1882 році на кошти громади. Мала 4 класи і навчала дітей грамоти, звичайно тих, які мали змогу відвідувати заняття. Пізніше приміщення школи використовувалося, як сільський клуб. В 20-х роках була в Пирогові школа семирічка, але недовго.
Наприкінці 20-років в долині де протікала річка Краснянки викопали ставок на 90 га, який став окрасою села і не тільки. Сюди приїжджали з усіх усюд. Вважалося, що риба тут ловилася найсмачніша, нечутна болотом, бо коли копали став — розкопали велику кількість джерел, та безодень з холодною, чистою водою. У 1927 році тут же біля ставу збудували водяний млин, який працював не тільки для пирогівчан. Приїздили сюди і з навколишніх сіл, мололи тут борошно на раз, на біле, виготовляли крупи. В січкарні подрібнювали солому. Стояла тут і турбіна, а також динамомашина, яка виробляла електроенергію для споживання населенням села.
Під час Другої світової війни та радянсько-німецької війни 11 січня 1944 року біля села відбувся повітряний бій радянського літака Пе(Петляков)-2 з німецькими винищувачами "Мессершмітт". Радянський літак був збитий і упав на полі селами Пирогів та Красне.Командир літака Ільясов врятувався. Один з пілотів загинув на місці. Ще один прийшов в село Жахнівка і був врятований місцевими жителями,але імовірно загинув при переході лінії фронту. В 1983 році з ініціативи уродженця села Красне Тиврівської громади Вінницького району були проведені розкопки і встановлений пам'ятник. Того ж дня на розвідку вилетіли ще два літаки Пе-2.Один з них був збитий неподалік села Ворошилівка Гніванської міськради Вінницького району. Другий був підбитий та приземлився на аеродромі селища Сутиски, але загорівся та згорів..Екіпажі  цих літаків загинули. 
12 червня 2020 року, відповідно до Розпорядження Кабінету Міністрів України від  № 707-р «Про визначення адміністративних центрів та затвердження територій територіальних громад Вінницької області», увійшло до складу Тиврівської селищної територіальної громади. 
19 липня 2020 року, в результаті адміністративно-територіальної реформи та ліквідації Тиврівського району, село увійшло до складу Вінницького району.

## Відомі люди
- Бурко Демид Григорович — уродженець с. Пирогів, філософ, протоієрей, Герой бою під Крутами.
- Зацерковна Орися Лаврівна — уродженка с. Рахни-Польові письменниця, поетеса
- Сарабун Феодосій Феофанович– уродженець с. Пирогів,  інвалід Другої світової та радянсько-німецької війни, вчитель, фотограф, позаштатний кореспондент